# Schnapsbrücke
Die Schnapsbrücke ist eine als Kulturdenkmal geschützte Fußgängerbrücke über den Fluss Lenne in der nordrhein-westfälischen Stadt Werdohl im Märkischen Kreis, Sauerland.

## Geschichte
Ihren Ursprung hat die Schnapsbrücke aufgrund einer privaten Initiative des Werdohler Gastwirts Otto Spelsberg. Um den Arbeitern der Firma Kugel & Berg (heute VDM Metals) den Zugang zu seiner Gaststätte zu ermöglichen, errichtete er einen Holzsteg über die Lenne. Der Steg wurde aufgrund des von den Arbeitern bevorzugten Konsums von alkoholischen Getränken bald in der Bevölkerung mit dem Namen Schnapsbrücke versehen. 
Diese Konstruktion war provisorischer Natur, so dass sie nach Hochwassern regelmäßig weggespült wurde. Das vom Wasser mitgenommene Holz wurde von Findern aufgesammelt und von Spelsberg erneut erworben, um daraus die Brücke wiederholt wieder aufzubauen. 
1911 wurde anstelle des Provisoriums eine feste Eisenbetonbrücke errichtet, die bis heute den Namen Schnapsbrücke trägt.